# MegaGlest
MegaGlest je svobodná realtimová strategie, která vychází ze hry Glest.
MegaGlest je hra ze světa fantasy se sedmi frakcemi (Mágové, Technici, Indiáni, Egypťané, Seveřané, Peršané a Římané), které dohromady tvoří tzv. Megapack. Každá frakce má vlastní jednotky, budovy a vylepšení, výhody a nevýhody, které umožňují vyvíjet rozmanitou strategii při zachování vyrovnané hry. Na příklad Technici používají ve svém arzenálu tradiční lidské bojovníky a několik středověkých mechanických nástrojů vhodných pro boj zblízka, kdežto Mágové vytvářejí své jednotky přeměnou z jiných nebo vyvoláním ze světa démonů. Mágové postrádají sílu Techniků u jednotek pro boj na blízko, nicméně mají více univerzálně použitelných jednotek. Grafickou podobu hry určuje volba mapy a specifického prostředí.
MegaGlest je možné různě přizpůsobit. Uživatelé si mohou vytvářet vlastní mapy, prostředí, herní módy, případně tzv. technologické stromy, které obsahují vlastní druhy jednotek, budov apod. Mezi nejvíce populární patří Japanese Mod; dále existuje např. Military Glest nebo Annex: Conquer the world.
Hra je přeložena do češtiny.